# Antoni Ćwikliński
Antoni Ćwikliński (ur. 16 stycznia 1834 w Czerniejewie, zm. 14 kwietnia 1898 w Mogilnie) – polski duchowny rzymskokatolicki, proboszcz i dziekan w Mogilnie, działacz społeczny.

## Życiorys
Był synem Stanisława (kowala) i Józefy z Plucińskich. Kształcił się w gimnazjum w Trzemesznie, potem studiował w seminariach w Poznaniu i Gnieźnie, przyjmując w 1857 święcenia kapłańskie. Pracował początkowo jako wikary w Mogilnie, skąd w 1860 przeniesiony został na probostwo w Gościeszynie koło Żnina. Pełnił tam posługę duszpasterską przeszło ćwierć wieku. W 1886 powrócił do Mogilna i objął funkcję proboszcza parafii św. Jakuba, a od 1896 był jednocześnie dziekanem żnińskim.
Ćwikliński był zwolennikiem ruchu narodowego. W czasie powstania styczniowego naraził się władzom pruskim, które za rozpowszechnianie broszury Jubileusz dla Wielkopolan skazały go w maju 1864 na dwa miesiące więzienia. Prezes prowincji poznańskiej naciskał na konsystorz w Gnieźnie z żądaniem udzielenia upomnienia Ćwiklińskiemu za jego działania, określane mianem "przestępczych i podburzających". Proboszcz gościeszyński był w 1873 sygnatariuszem akcesu do arcybiskupa Mieczysława Ledóchowskiego z protestem przeciwko represyjnym tzw. ustawom majowym, a rok później podpisał list do kapituły metropolitalnej, wyrażający solidarność w związku z wyborem wikariusza kapitulnego.
Udzielał się również w lokalnej pracy społecznej. W 1894 w Mogilnie powołał do życia Katolickie Towarzystwo Robotników Polskich, przyczynił się też do powstania Katolickiego Towarzystwa Nauczycieli, Towarzystwa Czeladzi Katolickiej, koła Towarzystwa Gimnastycznego „Sokół”. Przewodniczył powiatowemu komitetowi Towarzystwa Pomocy Naukowej im. Karola Marcinkowskiego w Mogilnie, uczestnicząc również w walnych zebraniach Towarzystwa w Poznaniu. W maju 1894 brał udział w pracach komitetu ogólnego II Wiecu Katolickiego w Poznaniu. Lokalne korespondencje nadsyłał do konserwatywnego "Kuriera Poznańskiego". Przez wiele lat pracował nad obszernym dziełem — Kalendarzem wieczystym, czyli Żywotami Świętych na każdy dzień roku, które ukazało się drukiem w czterech tomach już po jego śmierci (1898–1902), nakładem poznańskiej Drukarni i Księgarni św. Wojciecha.
Jako rządca parafii Ćwikliński działał na rzecz poprawy stanu obiektów sakralnych Mogilna. Był inicjatorem odnowy miejscowego kościoła klasztornego, generalnego remontu kościoła św. Klemensa, a także prac restauratorskich w jego własnym kościele parafialnym św. Jakuba, w którym ufundował nowy ołtarz główny. Przeprowadził odbudowę dzwonnicy i przebudowę plebanii.
Zmarł w kwietniu 1898 w Mogilnie i tam też został pochowany, w krypcie kościoła klasztornego.